# Enrique Avogadro
Enrique Avogadro (Buenos Aires, 25 de octubre de 1976) es un gestor cultural y creativo argentino. Se desempeñó en diversos cargos públicos vinculados a la cultura y las industrias creativas. Fue Ministro de Cultura de la Ciudad de Buenos Aires desde diciembre de 2017 hasta diciembre de 2023. Previamente había sido secretario de Cultura y Creatividad en el Ministerio de Cultura de la Argentina. Durante 2014 y 2015 fue subsecretario de Economía Creativa del Gobierno de la Ciudad de Buenos Aires teniendo a su cargo el Centro Metropolitano de Diseño (CMD).

## Biografía
Nació en la Ciudad Autónoma de Buenos Aires el 25 de octubre de 1976 y estudió en el colegio Cardenal Newman. Graduado de la Licenciatura en Estudios Internacionales por la Universidad Torcuato Di Tella, Magister en Administración y Políticas Públicas por la Universidad de San Andrés. Trabajó en el ámbito público desde el año 2001. Fue Director de Industrias Creativas y Subsecretario de Economía Creativa en la Ciudad de Buenos Aires. Durante la Presidencia de Mauricio Macri fue Viceministro de Cultura de la Nación. En diciembre de 2017 asumió como Ministro de Cultura de la Ciudad de Buenos Aires, cargo que desempeñó hasta fines de 2023.

## Gestión cultural en la Ciudad de Buenos Aires
La gestión de Avogadro estuvo caracterizada por el énfasis en la importancia de la cultura independiente, destacándose la aprobación de la Ley de Espacios Culturales Independientes. impulsó la transferencia de terrenos del predio denominado “El Dorrego” entre las calles Dorrego, Cap. Gral. Ramón Freire, Concepción Arenal y Zapiola, Colegiales a Adrián Suar. Dicha ley fue fuertemente criticada por las pymes y empresas del sector tuvo como únicos beneficiados a las productoras oficialistas
 durante su gestión se produjo la apertura del Cine Teatro El Plata, y la inauguración del Teatro Alvear. Durante la pandemia Avogadro jugó un rol activo para mantener en marcha al sector cultural. El apoyo a las industrias creativas se manifestó en diversas iniciativas, destacándose el lanzamiento del primer programa de incentivos de Argentina para la atracción de producciones audiovisuales internacionales.

### Controversias
Fue denunciado tras hacerse público que en 2015 Julieta Spina, cuñada del Jefe de gobierno Horacio Rodríguez Larreta se presentó como encargada o directora de Contenidos de la Ciudad de la Moda, quedándose con vía contratación directa un monto total de 4 millones de pesos. En 2017 fue condenado por la justicia porteña tras una denuncia por "abandono edilicio" del Cine El Plata, por lo que se estableció una  multan a Avrogado por no cumplir un fallo que ordenaba reabrir el histórico cine.

## Actividad reciente
En 2025 Avogadro lanzó Pulmón Creativo, laboratorio de innovación creativa, desde la cual brinda servicios a diferentes organizaciones para integrar la perspectiva de las industrias creativas a la solución de diferentes tipos de desafíos. Durante 2024 fue coconductor de Arte en Marte, un programa de streaming en el canal Picnic Extraterrestre. También conduce el podcast Pulmón Creativo en el que entrevista a referentes de las industrias culturales y creativas. En 2025 lanzó junto a Mora Scillamá Baikal Creativo, una propuesta del Instituto Baikal para aprender de los líderes de la economía creativa en América Latina y España. Avogadro mantiene un rol activo como conferencista en encuentros internacionales vinculados a las industrias culturales y creativas.